# フットボール・フォー・フレンドシップ
フットボール・フォー・フレンドシップ（英語: FOOTBALL FOR FRIENDSHIP）は、ガスプロム社が毎年開催している国際子ども交流プログラムである。本プログラムは、サッカーを通じて大切な価値観と健康的なライフスタイルへの関心を若い世代に育むことを目標にしている。本プログラムの枠組みに基づき、さまざまな国から集まった12歳のサッカー選手たちが、年次開催の国際子どもフォーラム、「フットボール・フォー・フレンドシップ」のワールドカップ、国際フットボール・アンド・フレンドシップ・デーに参加している。このプログラムは、FIFA、UEFA、国連、オリンピック・パラリンピック委員会、各国首脳、政府や各国サッカー連盟、公共団体及び世界の主要サッカークラブにより支持されている。総括オペレーターは、通信業者AGT（露）が務める。

## 歴史

### フットボール・フォー・フレンドシップ2013
第1回目のフットボール・フォー・フレンドシップ国際子どもフォーラムは2013年5月25日にロンドンで開催され、ブルガリア、英国、ハンガリー、ドイツ、ギリシャ、ロシア、セルビア、スロベニアの8か国から670人の子供たちが参加した。ロシアでは、2018 FIFAワールドカップの試合が開催地されるロシア11都市のから11のサッカーチームが同国の代表となった。ゼニト、チェルシー、シャルケ04、レッドスター・ベオグラードといった各クラブのジュニアチーム、ガスプロムの子どもスポーツデーの優勝者、ファケルフェスティバル の優勝者も同フォーラムに参加した。
フォーラムの期間中、子供たちは他の国の仲間たちや有名なサッカー選手と言葉を交わしたほか、ウェンブリー・スタジアムで行われたUEFAチャンピオンズリーグ 2012-13 決勝に出席した。
同フォーラムは、友情、平等、正義、健康、平和、忠誠、克服、伝統という8つの価値観を子供たちが盛り込んだ公開書簡という成果を生み出した。同書間はその後、UEFA、FIFA、IOCの各本部に送られた。2013年9月、ロシアのプーチン大統領とムトコ・スポーツ大臣との会談で、FIFAのゼップ・ブラッター会長はこの書簡を受け取ったことを認め、フットボール・フォー・フレンドシップの支援を表明した。

### フットボール・フォー・フレンドシップ2014
フットボール・フォー・フレンドシップ・プログラムの第2シーズンが2014年5月23日 - 25日にリスボンで開催され、ベラルーシ、ブルガリア、英国、ハンガリー、ドイツ、イタリア、オランダ、ポーランド、ポルトガル、ロシア、セルビア、スロベニア、トルコ、ウクライナ、フランス、クロアチアの計16か国から450名を超える十代の若者たちが参加した。彼ら若き選手たちは、フットボール・フォー・フレンドシップ国際子どもフォーラムとストリート・サッカーのトーナメントに参加し、UEFAチャンピオンズリーグ 2013-14 決勝に出席した。2014年の国際ストリート・サッカー・トーナメントでは、ベンフィカ・ジュニアチーム（ポルトガル）が優勝した。
第2シーズン目となる本プログラムでは、最後にフットボール・フォー・フレンドシップ運動のリーダーを選出した。選出されたのはポルトガルのフェリペ・スアレス。この運動のリーダーとして彼は、2014年6月に第9回ユリ・アンドレイエビッチ・モロゾフ記念国際子どもサッカートーナメントを観戦した。

### フットボール・フォー・フレンドシップ2015
第3シーズン目を迎えた国際交流プログラムであるフットボール・フォー・フレンドシップは、2015年6月にベルリンで開催された。今回は初めてアジア大陸からの参加があり、日本、中国、カザフスタンのジュニアサッカーチームが本プログラムに出場した。第3シーズンのジュニアチーム参加数は計24か国24チームとなった。
若き選手たちは、他の国の仲間たち、そして本プログラムのグローバルアンバサダーであるフランツ・ベッケンバウアーをはじめとする世界のスターサッカー選手たちと言葉を交わしたほか、ジュニアチーム間で争われる国際ストリート・サッカー・トーナメントにも参加した。2015年の国際ストリート・サッカー・トーナメントでは、ラピード・ジュニアチーム（オーストリア）が優勝した。
第3シーズン目となる本プログラムは、世界主要メディアのジャーナリスト約200名のほか、国際子どもフォーラム・プレスセンターのメンバーであるヨーロッパとアジアの若きレポーター24名によってそのイベントの様子が伝えられた。このシーズンは、ナイン・バリューズ・カップで優勝したFCバルセロナ（スペイン）への授与式で最高の瞬間を迎えた。優勝者は、フォーラムの前夜に世界の全24参加国の子どもたちが参加した投票によって選ばれた。
慣例に従い、同フォーラムの最後は参加者全員がベルリンのオリンピック・スタジアムで行われたUEFAチャンピオンズリーグ 2014-15 決勝に出席した。

### フットボール・フォー・フレンドシップ2016
2016年の国際子ども交流プログラム「フットボール・フォー・フレンドシップ」はオンラインのハングアウト記者会見の一部として始まり、本プログラムのグローバルアンバサダーであるフランツ・ベッケンバウアー出席のもと3月24日にミュンヘンにて開催された。
第4シーズン目となる本プログラムには、アゼルバイジャン、アルジェリア、アルメニア、アルゼンチン、ブラジル、ベトナム、キルギス、シリアという8か国のジュニアチーム が新たに加わり、参加国総数は32か国となった。
2016年4月5日、特別なトロフィーを投票で獲得するナイン・バリューズ・カップが始まった。世界中のファンが受賞者選びに参加したが、最終的な決定はフットボール・フォー・フレンドシップ参加者の投票によって行われた。同カップを勝ち取ったのはFCバイエルン（ミュンヘン）であった。フットボール・フォー・フレンドシップの参加者たちは、障がい児支援を目的とするクラブの活動、およびさまざまな国の子供たちに治療を提供し、困っている人々を助けるイニシアチブについて触れた。
第4回目のフットボール・フォー・フレンドシップ国際子どもフォーラム、および子ども国際ストリート・サッカー・トーナメントの決勝は、2016年5月27日 - 28日にミラノで開催された。トーナメントの優勝者は、スロベニアのマリボル・チームであった。慣例に従い、同フォーラムの最後は参加者全員がUEFAチャンピオンズリーグ 2015-16 決勝に出席した。同フォーラムでは、200名を超える世界の主要メディアからのジャーナリストのほか、参加国からの若きジャーナリストたちを含む国際子どもフォーラム・プレスセンターによってそのイベントの様子が伝えられた。
第4シーズン目となるフットボール・フォー・フレンドシップにはシリアのクラブであるアル・ワフダの若き選手たちが参加したが、これは史上初の出来事であった。シリアのチームがこのプログラム参加者として加わること、そしてミラノのイベントにシリアの子供たちが訪問したことは、シリアの人道的孤立の克服に向けた重要なステップとなった。国際テレビ局である「ロシア・トゥディ」のアラビア語スポーツ編集委員会は、シリア・フットボール連盟の支援によって、プロジェクトに参加する子供たちのドキュメンタリー映画「Three days without war（戦争のない3日間）」を撮影した。2016年9月14日にダマスカスで行われたプレミア上映には、7,000人を超す人々が詰め掛けた。

### フットボール・フォー・フレンドシップ2017
2017年の国際子ども社会事業「フットボール・フォー・フレンドシップ」は、サンクトペテルブルク（ロシア）が開催地となり、最終イベントは6月26日から7月3日まで行われた。
2017年には参加国数が32か国から64か国へと増加した。本開催で初めて、メキシコと米国の子供たちがフットボール・フォー・フレンドシップ・プログラムに参加した。これによって同プロジェクトは、アフリカ、ユーラシア、北米、南米という4大陸の若き選手たちを結びつける場となった。
第5シーズン目となる本プログラムは、「その国を代表する選手を各国から1人ずつ選ぶ」という新しいコンセプトに従って実施された。選ばれた選手たちは障がいを持つ子供を含む12歳の少年少女で、8つの国際フレンドシップ・チームが結成された。
公開の抽選会では、チームの国構成と参加国代表による試合でのポジションが決定した。この抽選会はインターネットカンファレンスモードで行われた。この8つのフレンドシップ・チームを率いるのは、レネ・ランパート（スロベニア）、ステファン・マクシモヴィッチ（セルビア）、ブランドン・シャバーニ（イギリス）、チャリー・スー（中国）、アナトリー・チェントロイエフ（ロシア）、ボグダン・カロレベツキー（ロシア）、アントン・イワノフ（ロシア）、エマ・ヘンシェン（オランダ）という若きコーチたちであった。フットボール・フォー・フレンドシップ国際プレスセンターの代表を務めるリリヤ・マツモト（日本）もこの抽選に参加した。
フットボール・フォー・フレンドシップ2017のワールドカップで優勝した「オレンジ」チームは、レネ・ランパート（スロベニア）、ホン・ジュン・マービン・トゥ（シンガポール）、ポール・プイグ・Ｉ・モンタナ（スペイン）、ガブリエル・メンドーサ（ボリビア）、ラバン・カジモフ（アゼルバイジャン）、クリシミール・スタニミロフ・スタンチェフ（ブルガリア）、イワン・アグスティン・カスコ （アルゼンチン）、ロマン・ホラク（チェコ共和国）、ハムザ・ユスフ・ヌリ・アルハヴァト（リビア）という9か国の若き監督と選手たちによる構成であった。
フットボール・フォー・フレンドシップ国際子どもフォーラムには、ビクトル・ズプコフ（ガスプロム社会長、ファトマ・サムラ（FIFA事務局長）、フィリップ・ル・フロック（FIFAコマーシャルディレクター）、ジュリオ・バチスタ（ブラジルのサッカー選手）、イバン・サモラーノ（チリのストライカー）、アレクサンドル・ケルジャコフ（ロシアのサッカー選手）のほか、若い世代で人間の大切な価値観の推進を求めるゲストが多数参加した。
2017年の同プロジェクトでは60万人を超える集客数があったほか、サンクトペテルブルクの最終イベントには64か国から1,000人以上の子供と大人が参加した。

### フットボール・フォー・フレンドシップ2018
2018年において、「フットボール・フォー・フレンドシップ」プログラム第6シーズンは2月15日から6月15日にかけて行われた。ファイナル・イベントはモスクワにおいてFIFA2018ワールドカップに先駆けて実施された。プログラムの参加者は、211の国・地域を代表する若手サッカー選手やジャーナリストであった。2018年の公式スタートは公開抽選「フットボール・フォー・フレンドシップ」が行われ、結果として32のサッカーチーム（国際友情チーム）が形成された。
2018年に、エコ・ミッションの一環として国際友情チームには希少絶滅危機動物の名前が付けられた。
- アフリカゾウ
- コモドオオトカゲ
- キプンジ
- ゾウガメ
- ダマガゼル
- チーター
- サイ
- カスザメ
- シロクマ
- キツネザル
- グリズリー・ベア
- ジンベエザメ
- ミツユビ・ナマケモノ
- キングコブラ
- チンパンジー
- インドガビアル
- ニシゴリラ
- テイオウキツツキ
- サイガ
- シロガオオマキザル
- コアラ
- アムールトラ
- グレビーシマウマ
- オランウータン
- ジャイアントパンダ
- マゼランペンギン
- ウガンダキリン
- ザトウクジラ
- リカオン
- ライオン
- カバ
- ガラパゴスアシカ

また、エコ・ミッションの一環として2018年5月30日に国際社会に希少動物の保護を訴える国際キャンペーンHappy Buzz Dayが打ち上げられた。このキャンペーンには、ロシア、アメリカ、ネパール、イギリスの国立公園が参加した。更に「フットボール・フォー・フレンドシップ」プログラムのファイナル・イベントの際、参加者たちは天然ガスを燃料とした環境に優しいバスで移動した。
2018年プログラム「フットボール・フォー・フレンドシップ」参加国・地域：
1. オーストラリア連邦
2. オーストリア共和国
3. アゼルバイジャン共和国
4. アルジェリア民主人民共和国
5. アメリカ領ヴァージン諸島
6. アメリカ領サモア
7. アンギラ
8. アンティグア・バーブーダ
9. エジプト・アラブ共和国
10. アルゼンチン共和国
11. アルバ
12. バルバドス
13. ベリーズ
14. バミューダ諸島
15. ベネズエラ・ボリバル共和国
16. ボスニア・ヘルツェゴビナ
17. イギリス領バージン諸島
18. ブルキナファソ
19. ルクセンブルク大公国
20. ハンガリー
21. ウルグアイ東方共和国
22. ガボン共和国
23. ギニア共和国
24. ジブラルタル
25. ブルネイ・ダルサラーム国
26. イスラエル国
27. カタール国
28. クウェート国
29. リビア国
30. パレスチナ国
31. グレナダ
32. ギリシャ共和国
33. ジョージア
34. 東ティモール民主共和国
35. コンゴ民主共和国
36. サントメ・プリンシペ民主共和国
37. スリランカ民主社会主義共和国
38. ドミニカ共和国
39. ヨルダン・ハシェミット王国
40. アフガニスタン・イスラム共和国
41. イラン・イスラム共和国
42. モーリタニア・イスラム共和国
43. イタリア共和国
44. イエメン共和国
45. ケイマン諸島
46. カナダ
47. 中華人民共和国
48. チャイニーズタイペイ（台湾）
49. アンドラ公国
50. リヒテンシュタイン公国
51. ガイアナ共和国
52. 朝鮮民主主義人民共和国
53. バーレーン王国
54. ベルギー王国
55. ブータン王国
56. デンマーク王国
57. スペイン王国
58. カンボジア王国
59. レソト王国
60. モロッコ王国
61. オランダ王国
62. ノルウェー王国
63. サウジアラビア王国
64. スワジランド王国
65. タイ王国
66. トンガ王国
67. スウェーデン王国
68. キルギス共和国
69. キュラソー島
70. ラオス人民民主共和国
71. ラトビア共和国
72. レバノン共和国
73. リトアニア共和国
74. マレーシア
75. モルディブ共和国
76. メキシコ合衆国
77. ボリビア多民族国
78. モンゴル
79. モントセラト
80. バングラデシュ人民共和国
81. パプアニューギニア独立国
82. サモア独立国
83. ニュージーランド
84. ニューカレドニア
85. タンザニア連合共和国
86. アラブ首長国連邦
87. クック諸島
88. タークス・カイコス諸島
89. アルバニア共和国
90. アンゴラ共和国
91. アルメニア共和国
92. ベラルーシ共和国
93. ベナン共和国
94. ブルガリア共和国
95. ボツワナ共和国
96. ブルンジ共和国
97. バヌアツ共和国
98. ハイチ共和国
99. ガンビア共和国
100. ガーナ共和国
101. グアテマラ共和国
102. ギニアビサウ共和国
103. ホンジュラス共和国
104. ジブチ共和国
105. ザンビア共和国
106. ジンバブエ共和国
107. インド共和国
108. インドネシア共和国
109. イラク共和国
110. アイルランド共和国
111. アイスランド共和国
112. カザフスタン共和国
113. ケニア共和国
114. キプロス共和国
115. コロンビア共和国
116. コンゴ民主共和国
117. 大韓民国
118. コソボ共和国
119. コスタリカ共和国
120. コートジボワール共和国
121. キューバ共和国
122. リベリア共和国
123. モーリシャス共和国
124. マダガスカル共和国
125. マケドニア旧ユーゴスラビア共和国
126. マラウイ共和国
127. マリ共和国
128. マルタ共和国
129. モザンビーク共和国
130. モルドバ共和国
131. ナミビア共和国
132. ニジェール共和国
133. ニカラグア共和国
134. カーボヴェルデ共和国
135. パキスタン・イスラム共和国
136. パナマ共和国
137. パラグアイ共和国
138. ペルー共和国
139. ポーランド共和国
140. ポルトガル共和国
141. ルワンダ共和国
142. サンマリノ共和国
143. セーシェル共和国
144. セネガル共和国
145. セルビア共和国
146. シンガポール共和国
147. スロベニア共和国
148. ミャンマー連邦共和国
149. スーダン共和国
150. スリナム共和国
151. シエラレオネ共和国
152. タジキスタン共和国
153. トリニダード・トバゴ共和国
154. トルクメニスタン
155. ウガンダ共和国
156. ウズベキスタン共和国
157. フィジー共和国
158. フィリピン共和国
159. クロアチア共和国
160. チャド共和国
161. モンテネグロ
162. チリ共和国
163. エクアドル共和国
164. 赤道ギニア共和国
165. エルサルバドル共和国
166. 南スーダン共和国
167. カメルーン共和国
168. ロシア連邦
169. ルーマニア
170. 中華人民共和国香港特別行政区
171. プエルトリコ
172. 北アイルランド
173. セントビンセント及びグレナディーン諸島
174. セントルシア
175. シリア・アラブ共和国
176. スロバキア共和国
177. バハマ国
178. ドミニか国
179. グレートブリテン及び北アイルランド連合王国
180. アメリカ合衆国
181. ソロモン諸島
182. ベトナム社会主義共和国
183. コモロ連合
184. 中華人民共和国マカオ特別行政区
185. オマーン国
186. タヒチ
187. グアム（アメリカ領）
188. トーゴ共和国
189. チュニジア共和国
190. トルコ共和国
191. ウクライナ
192. ウェールズ
193. フェロー諸島
194. ネパール連邦民主共和国
195. エチオピア連邦民主共和国
196. ブラジル連邦共和国
197. ドイツ連邦共和国
198. ナイジェリア連邦共和国
199. ソマリア連邦共和国
200. セントクリストファー・ネーヴィス
201. フィンランド共和国
202. フランス共和国
203. 中央アフリカ共和国
204. チェコ共和国
205. スイス連邦
206. スコットランド
207. エリトリア国
208. エストニア共和国
209. 南アフリカ共和国
210. ジャマイカ
211. 日本
2018年「フットボール・フォー・フレンドシップ」ワールドカップには32の国際友情チームが参加した。事業が始まって以来初めて最終試合をシリアの若手コメンテーター・ヤズン・タハが、 試合のレフェリーをロシアの若手審判ボグダン・バタリンが務めた。
2018年「フットボール・フォー・フレンドシップ」ワールドカップ優勝者は、ドミニカ、セントクリストファー・ネイビス、マラウィ、コロンビア、ベナン、コンゴ民主共和国の若手サッカー選手から成るチーム「シムパンゼ」となった。この若手チームをサランスクのヴラディスラフ・ポリャコフが練習を施した。
6月13日、海洋学・海洋生物学センター「モスクワリウム」に於いて、第6シーズンの最後を飾る催しとして国際児童フォーラム「フットボール・フォー・フレンドシップ」が開催された。同フォーラムには、ヴィクトル・ズブコフ（「ガスプロム」社取締役会議長）、オリガ・ゴロジェツ（ロシア連邦政府副首相）、イケル・カシリャス（イタリア人サッカー選手、サッカー・ロシアユース代表コーチ）、アレクサンドル・ケルジャコフ（ロシア人サッカー選手、サッカー・ロシアユース代表コーチ）、そして世界54ヶ国の大使館代表とその他の来賓が訪れた。
同フォーラムでは、第6シーズンの最優秀若手サッカー選手が表彰された：コンゴ民主共和国のデオ・カレンガ・ムヴェンゼ（最優秀フォワード）、
ベナンのヤミル・オウル（最優秀ハーフディフェンス）、ウェールズのイヴァン・ヴォルィンキン（最優秀ゴールキーパー）そしてブラジルのグスタヴォ・シントラ・ロチャ（MVP）。
2018年「フットボール・フォー・フレンドシップ」プログラムの最優秀若手ジャーナリストにはアルバのシェイカリ・アセンシオンが選ばれた。アセンシオンは、オセアニアの若者達に対して環境への意識向上をアピールするブログを運営している。
フォーラムでは、前シーズンのインド人参加者アナニー・カンボジュの著書プレゼンテーション・サイン会が行われた。2017年の「フットボール・フォー・フレンドシップ」第5シーズン終了後、アナニーは若手ジャーナリストとして参加した体験を基に「モハリからサンクトペテルブルクへの私の旅」を執筆した。その中で彼女は世界をより良く変えるための同プログラムの9つの価値について語った。
6月14日、国際児童フォーラム「フットボール・フォー・フレンドシップ」終了後、若手サッカー選手及びジャーナリストは2018年FIFAワールドカップロシア大会の開会式に出席した。スタジアムで、子供たちは同年に参加した211ヶ国・地域の旗を厳粛に掲げた。その後、「フットボール・フォー・フレンドシップ」の若手参加者はロシア対サウジアラビアの開幕戦を観戦した。
プーチン・ロシア連邦大統領は、開幕戦を共に観戦するために「フットボール・フォー・フレンドシップ」のロシアの青年大使アルベルト・ジンナトフを自らの観客席に招いた。そこで青年はブラジルのサッカーチャンピオン・ロベルト・カルロスおよびスペイン人選手イケル・カシリャスと交流した。
モスクワでのファイナル・イベントには211ヶ国・地域の1500人の子供達が参加した。第6シーズンの枠内において世界各地で180以上のイベントが開催され、240000人以上の若者が参加した。
2018年において政府代表者が事業を支援した。オリガ・ゴロジェツ・ロシア連邦政府副首相はプーチン大統領の国際児童フォーラム参加者及び来賓に宛てた歓迎の辞を読み上げた 。ドミートリー・メドヴェージェフ・ロシア連邦首相は、第6回国際児童フォーラム「フットボール・フォー・フレンドシップ」参加者及び来賓に向けて挨拶の電報を送った 。マリア・ザハロヴァ・ロシア外務省報道官は、5月23日の記者会見の場で、今や「フットボール・フォー・フレンドシップ」プログラムは、国際社会においてロシアの国際社会政策の重要な人道的構成要素として受け入れられていると述べた。
伝統的に「フットボール・フォー・フレンドシップ」プログラムはFIFAによって支援されてきた。組織委員会によると、モスクワでのファイナル・イベントには5000人の参加者・来賓が参加した。

### フットボール・フォー・フレンドシップ2019
国際青少年ソーシャルプログラム「Forrball for Friendship」第7シーズンは、2019年3月18日に開幕し、最終イベントはマドリードで5月28日から6月2日にかけて行われた。
ヨーロッパ、アジア、アフリカ、南北アメリカの50ヶ国以上では、4月25日を国際サッカーと友情の日として記念している。ロシアサッカー連盟（RFU）も、この記念日に賛同している。
公開株式会社「ガスプロム」国際青少年ソーシャルプログラム「Foorball for Friendship」2019フォーラムは5月30日、マドリードで開催された。フォーラムには、世界中からのサッカーコーチ、ジュニアチームの医師、スター、代表的な国際報道機関のジャーナリスト、国際サッカーアカデミーや連盟の代表者が集結した。
5月31日にはマドリードで、世界で最も多くの国が参加したサッカーのトレーニングが行われた。「Foorball for Friendship」トレーニングはその結果、ギネス世界記録®公式認定証を手にした。
第7シーズンの枠内においては、ヨーロッパ、アフリカ、アジア、南北アメリカから32名のジュニアジャーナリストが「Football for Friendship」プログラム国際子どもプレスセンターのメンバーとなり、プログラム終盤のイベントについて伝えたほか、国際および各国の報道機関とともに、報道内容を準備した。
第7シーズンの参加者は、もっとも社会的責任を果たしたチームとして、「9の価値観」最優秀賞（国際青少年ソーシャルプログラム「Foorball for Friendship」が選ぶ賞）を、FCリバプールに贈呈した。
6月1日、マドリードのUEFA認定競技場で、第7シーズンのクライマックスとなる「Foorball for Friendship」ファイナルマッチが行われた。その結果、「アンティグアクロヘビ」チームが、「タスマニアデビル」と決勝戦で対戦し、規定時間を1:1で終了後、PK戦により優勝した。 

### フットボール・フォー・フレンドシップ2020
2020年、第8シーズン終幕のイベントはオンライン形式により、デジタルプラットフォーム上で2020年11月27日より12月9日まで行われた。100を超える国から1万人以上が、メインイベントに参加した
第8シーズン向けには、多人数プレイヤー対応オンラインサッカーシミュレーターFootball for Friendship Worldが開発され、ここを拠点にオンラインワールドカップ「Football for Friendship」2020が開催された。2020年12月10日の国際サッカーの日から、このゲームは世界中でダウンロード可能となる。ユーザーは、国際チームを構成して、「Foorball for Friendship」ルールでの試合に参加することができる。多人数プレイヤーによるこのゲームでは、友情、平和、平等などのプログラムにおけるもっとも重要な価値観を根底においている。
11月27日、「Football for Friendship」ワールドカップ2020の公開抽選が実施された。
11月28日から12月6日にかけて、人道およびスポーツ教育のプログラムを伴う、子どもたちのための国際オンライン友好キャンプが実施された。
11月30日から12月4日にかけて、国際オンラインフォーラム「Football for Friendship」のセッションがあり、子どものスポーツ振興のためのプログラムのプレゼンテーションが行われた。専門審査員が、「Football for Friendship」国際賞をめざすプロジェクトのプレゼンテーションを評価した。
12月7日から8日にかけて、オンラインワールドカップ「Football for Friendship」が開催された。今年のワールドカップは、オンライン形式によりデジタルプラットフォーム上で開催され、多人数プレイヤー対応サッカーシミュレーター「Foorball for Friendship」が特別に開発された。
12月9日は、「Football for Friendship」のグランドファイナルとなった。
さまざまな国からの子どもたちを対象に、国連創設75周年を記念し、プログラム第8シーズンの期間中、一連のウェビナーが行われた。
第8シーズンでは、世界中のフリースタイルサッカープレイヤーとともに、番組「どこでもスタジアム」を毎週配信した。毎回、フリースタイルプレイヤーがプログラムのジュニアアンバサダーにトリックを教え、エピソードの最後にはトリックの出来を競うコンテストが発表された。最終回は、オンライン形式でのグローバルマスタークラスで、これにより「Foorball for Friendship」プログラムは、参加人数の多さで、二度目となるギネス世界記録の認定を受けた(2020年12月6日)。
「たのしいニュース編集局」は、「Football for Friendship」のジュニアジャーナリストによる毎週の番組で、子どもたちが視聴者に対し、世界中からの明るいニュースを提供した。

## フットボール・フォー・フレンドシップの世界選手権
国際子どもサッカートーナメントは、フットボール・フォー・フレンドシップ・プログラムの枠内で開催されている。フレンドシップチーム（チャンピオンシップに参加するチーム）は、公開抽選により結成されます。チームの編成は、「さまざまな国籍、性別、身体能力を持つ選手たち」というフットボール・フォー・フレンドシップの原則によって行わる。

## フットボール・フォー・フレンドシップ国際子どもフォーラム
毎年開催されるフットボール・フォー・フレンドシップ国際子どもフォーラムでは、プロジェクトの若き参加者が大人と一緒に本プログラムが持つ価値観の世界的推進と発展について話し合う。フォーラムの期間中、子供たちは他の国の仲間たち、有名なサッカー選手、ジャーナリスト、著名人と話し合うだけでなく、将来的には仲間との間で普遍的な価値観を自主的に推進し続けるアンバサダーとなる。

## 国際子どもプレスセンター
フットボール・フォー・フレンドシップ・プログラムの特徴の1つに、国際子どもフォーラム独自のプレスセンターがある。同プレスセンターは2014年のフットボール・フォー・フレンドシップ・プログラムで初めて組織化された。プレスセンターの若きジャーナリストたちは、本プログラムのイベントの様子を自国で伝えている。彼らは国内外のスポーツメディア用にニュースを準備したり、フットボール・フォー・フレンドシップTVチャンネル、子供フットボール・フォー・フレンドシップ新聞、本プログラムの公式ラジオ局向けの題材作りに参加したりしている。国際子どもプレスセンターには、ベスト・ヤング・ジャーナリスト全国大会 の優勝者、若きブロガー、写真家、作家たちが参加している。プレスセンターの若きジャーナリストたちはプログラム内で自らの見解を提示し、「子供に目を向ける子供たち」という形式を実践している。

## 国際フットボール・アンド・フレンドシップ・デー
フットボール・フォー・フレンドシップ・プログラムでは、4月25日を国際フットボール・アンド・フレンドシップ・デーとしている。2014年に16か国で初めて記念日とされた。当日は、親善試合、フラッシュモブ、ラジオマラソン、マスタークラス、テレビ番組、オープントレーニングセッションなどが開催された。 祝賀に参加した人々は5万人を超えた。
2015年には24か国でフットボール・アンド・フレンドシップ・デーが祝われた。フェスティバルの期間中は、サッカーの親善試合をはじめとする数多くのイベントが行われた。ドイツではシャルケ04のサッカー選手たちがオープントレーニングセッションを開き、セルビアではテレビ番組の司会を務めた。ウクライナでは、ボリンFCのジュニアチームと、ルーツィク市中心部で家族・子供・青少年向けのソーシャルサービスに登録した子供たちとの間で試合が行われた。
ロシアでは、4月25日に11都市でフットボール・フォー・フレンドシップ・デーが祝われた。プログラムの大切な価値観を思い起こしてもらうため、ウラジオストク、ノヴォシビルスク、エカテリンブルク、クラスノヤルスク、バルナウル、サンクトペテルブルク、サランスクではサッカーの親善試合が行われた。クラスノヤルスク、ソチ、ロストフ・ナ・ドヌでは、2014年ソチオリンピックの聖火リレーランナー参加による友好リレーが開催された。モスクワでは、視覚障がい者スポーツ連盟の支援によって機会均等トーナメントが開かれた。5月5日には、ニジニ・ノヴゴロドとカザンでフットボール・アンド・フレンドシップ・デーが祝われた。
2016年には32か国でフットボール・アンド・フレンドシップ・デーが祝われた。ロシアでは、モスクワ、サンクトペテルブルク、ノヴォシビルスク、バルナウル、ビロビジャン、イルクーツク、クラスノダール、ニジニ・ノブゴロド、ロストフ・ナ・ドヌの9都市でこの日を祝った。ニジニ・ノブゴロドはボルガFCの若き選手と同クラブの大人の選手による親善試合を開催したほか、子供たちのためにウォーミングアップとトレーニングを行った。ノヴォシビルスクでの親善試合では、障がいを持つ子供たちが同地方のチームであるイェルマーク・シビルに参加した。
2017年には64か国でフットボール・アンド・フレンドシップ・デーが祝われた。セルビア出身のディフェンダーであるブラニスラヴ・イヴァノヴィッチやオランダのストライカーであるディルク・カイトといったサッカーの有名選手たちが、世界各地のイベントに参加した。ギリシャでは、ユーロ2004で優勝した同国のテオドロス・ザゴラキスがギリシャ代表チームとともにこのイベントに参加した。ロシアでは、2017年のフットボール・フォー・フレンドシップ・プログラムの若きアンバサダーであるザハル・バドュックのためにゼニトFCが特別トレーニングセッションを開催した。トレーニングでは、ゼニトFCのゴールキーパーであるユーリー・ロディーギンがザハルの能力を高く評価し、ゴールキーピングの秘訣を彼と共有した。

## 「フットボール・フォー・フレンドシップ」における9つの価値
2013年5月25日に開催された第一回国際児童フォーラムの開催時に、イギリス、ドイツ、スロヴェニア、ハンガリー、セルビア、ブルガリア、ギリシャそしてロシアの青年大使が最初の8つの価値を定めた―友情、平等、正義、健康、平和、献身、勝利、伝統－そしてそれらを公開書簡で提示した。書簡は国際スポーツ組織（国際サッカー連盟（FIFA）、欧州サッカー連盟（UEFA）そして国際オリンピック委員会）の代表者たちに送付された。2013年9月、ヨーゼフ・ブラッターはウラジーミル・プーチン及びヴィタリー・ムトコとの会談において書簡の受領について確認し、「フットボール・フォー・フレンドシップ」を支援する旨を宣言した。
2015年に「フットボール・フォー・フレンドシップ」プログラムに中国、日本、カザフスタンからの参加者が参加し、9つ目の価値―名誉を加えることを提案した。

## ナイン・バリューズ・カップ
ナイン・バリューズ・カップは、国際子ども交流プログラム「フットボール・フォー・フレンドシップ」の賞です。このカップは、友情、平等、正義、健康、平和、忠誠、克服、伝統、名誉という同プロジェクトの価値観に最も貢献した団体に毎年授与されている。
世界中のファンが受賞者選びに参加できるが、最終的な決定はフットボール・フォー・フレンドシップの参加者の投票によって行わる。これまでにナイン・バリューズ・カップを受賞したフットボールクラブは、バルセロナ（2015年）、バイエルン・ミュンヘン（2016年）、アル・ワフダ（特別賞）、レアル・マドリード（2017年）であった。

## フレンドシップ・ブレスレット
フットボール・フォー・フレンドシップ・プログラムの活動はすべて、平等と健康的ライフスタイルのシンボルであるフレンドシップ・ブレスレットの交換で始まる。このブレスレットは青と緑の2本のスレッドでできており、本プログラムの価値観を共有している方なら誰でも身に付けることができる。
フランツ・ベッケンバウアーのコメント
「この運動のシンボルは2色のブレスレットであり、フットボール・フォー・フレンドシップ・プログラムが持つ価値観と同じくシンプルでわかりやすいものです。」
本プログラムの若き参加者たちは、有名なスポーツマンや著名人の手首にこのフレンドシップ・ブレスレットを結んできた。その中には、（以下敬称略）ディック・アドフォカート、アナトリー・ティモシュチュク、ルイス・ネト、フランツ・ベッケンバウアー、ルイス・フェルナンデス 、ディディエ・ドログバ、マックス・マイヤー、ファトマ・サムラ、レオン・ゴレツカ、ドメニコ・クリシート、ミシェル・アレクサンドル・ケルジャコフ、ディマス・ピロス、ミオドラグ・ボージョヴィッチ、アデリナ・ソトニコワ、ユリ・カメネツといった人々が含まれる。

## オフシーズンにおける参加者の活動
フットボール・フォー・フレンドシップ・プログラムの若き選手たちは公式シーズンでない時期もさまざまなイベントに参加している。2013年5月にはマリボル・ジュニアフットボールクラブ（スロベニア）の選手たちがカンボジアの子供たちとチャリティー親善試合を行った。2014年9月14日にソチで行われたロシア連邦大統領とゼップ・ブラッターFIFA会長の会合では、ロシアの本プログラム参加者がウラジーミル・プーチン大統領と話し合う機会を持った。2014年6月、フランスのフランソワ・オランド大統領はフットボール・フォー・フレンドシップ・プログラムのメンバーであるタベルニ・チームをエリゼ宮殿に招待し、2014年FIFAワールドカップのフランス対ナイジェリア戦を観戦した。2016年4月には、2015年のフットボール・フォー・フレンドシップ・プログラムのアンバサダーであるユリ・バシュチュクが、ベラルーシ最強の男といわれるキリル・シムコとBATE FCの若きフットボール選手たちに会い、プロジェクトに参加した経験を共有した。シンボルとなるフレンドシップ・ブレスレットがユリ・バシュチュクからキリル・シムコに渡されたことで、同プロジェクトの理想である友情、正義、健康的ライフスタイルを推進するバトンが引き継がれた。